# Federico de Comelli von Stuckenfeld
Federico Comelli von Stuckenfeld (Gradisca d'Isonzo, 17 marzo 1826 – Gradisca d'Isonzo, 10 agosto 1892) è stato un ingegnere e speleologo italiano.

## Biografia
Federico de Comelli von Stuckenfeld apparteneva ad una famiglia nobile e benestante di Gradisca d'Isonzo; il padre Giuseppe era un proprietario terriero e tuttora nella città esiste un importante palazzo che porta il nome della famiglia. Sposatosi con Anna Galvagni, ebbe sei figli, tre maschi e tre femmine.
Grazie alle disponibilità economiche della famiglia, ebbe la possibilità di studiare a Vienna e di laurearsi in ingegneria. Fin da giovane evidenziò tendenze patriottiche che lo portarono a sposare la causa dell'irredentismo, cosa questa che lo rese inviso all'amministrazione austriaca, insieme alla sua attività di redattore dell'Eco dell'Isonzo, un giornale che divenne presto, anche grazie al Comelli, una delle voci patriottiche dell'epoca. Da sottolineare che il giornale, pubblicato a Gorizia dalla Tipografia Seitz, aveva di fatto la redazione a Gradisca d'Isonzo, ed in particolare in casa della famiglia Comelli. Cinque anni più tardi esce dalla tipografia Seitz di Gorizia l'almanacco Il me pais che raccoglie l'intera produzione in friulano di Comelli.
Costretto all'esilio da queste sue idee patriottiche, rimase lontano dalla sua terra per circa trent'anni, durante i quali ebbe comunque l'opportunità di impegnarsi in importanti progetti, quale la direzione dei lavori per la costruzione della ferrovia Umbra.
Tornato nella sua terra natale, ricevette l'incarico da parte della municipalità di Gorizia di studiare la possibilità di reperire fonti di approvvigionamento di acqua potabile, di cui la città aveva sempre maggiore necessità e di cui non erano note adeguate disponibilità.
Federico de Comelli von Stuckenfeld morì nella sua città natale nel 1892.

## L'acqua a Gorizia
Verso la fine del XIX secolo, la città di Gorizia disponeva di pozzi artesiani sufficienti per i bisogni igienici ed alimentari, ma la crescente popolazione e le crescenti necessità anche industriali imponevano di costruire e soprattutto di trovare la fonte con cui alimentare un vero e proprio acquedotto. Fu pertanto in quest'ottica che, nel 1871, la municipalità di Gorizia incaricò Comelli di studiare il corso sotterraneo del torrente Merzelk, nell'eventualità che questo corso d'acqua potesse soddisfare queste esigenze.
Comelli iniziò pertanto uno studio della situazione che andò presto ben oltre i limiti dell'incarico affidatogli e che portò alla pubblicazione di uno studio del problema che venne apprezzato, in tempi successivi, da Torquato Taramelli, a sua volta impegnato nella soluzione di questo problema.

Trasformatosi in speleologo, attività all'epoca agli albori e di cui era totalmente digiuno, ed iniziò ad esplorare con un gruppo di amici numerose grotte nei dintorni di Gargaro, località ora in Slovenia.
Ad oggi non rimangono molti dati relativi alle sue esplorazioni, tuttavia è reperibile una dettagliata relazione, con i dovuti rilievi, sull'esplorazione della Grotta di Gargaro, che fa parte dello studio citato.
Questo studio evidenziò l'impossibilità di captare le acque del Merzelk per utilizzarle nell'alimentazione della città. Il problema quindi permaneva, aggravato dal fatto che nel frattempo la falda che alimentava una delle sorgenti aveva evidenziato un pesante abbassamento con conseguenti difficoltà di captazione che, unite alla presenza di tubature vecchie e danneggiate, minavano l'efficienza dell'acquedotto della città. Pertanto nel 1887 l'amministrazione comunale decide di rivolgersi ancora a Comelli, incaricandolo di studiare le cause dell'abbassamento della falda, cercando un possibile metodo per porvi rimedio, e di progettare il restauro delle strutture dell'acquedotto.
Gli studi di Comelli evidenziarono l'evidente degrado delle tubazioni ed il fatto che la falda sovrastante l'acquedotto aveva provocato una frana nel 1859-1860, a cui si era tentato di porre rimedio con la costruzione di un muro di contenimento. Senza interventi sulla frana, la stessa avrebbe potuto provocare un danneggiamento irreparabile dell'acquedotto stesso.
I pressanti inviti di Comelli trovarono però un riscontro nell'amministrazione soltanto nel 1904, quando venne pubblicata una relazione del prof. Giuseppe Colombo riguardante il progetto di una prima parte di un nuovo acquedotto per Gorizia.

## La speleologia
Come detto, Comelli divenne speleologo per necessità, dovendo occuparsi dello studio del Merzelk, in un'epoca in cui la speleologia era ancora in una fase embrionale nell'area carsica, nonostante fin dal 1818 fossero state aperte al pubblico le famose Grotte di Postumia.

Le sue esplorazioni si possono collocare negli anni 1883-84 ed alle difficoltà determinate dalla scarsa presenza di persone esperte di grotte e di studi precedenti su cui basarsi si aggiunse anche il fatto che egli era ormai prossimo ai sessant'anni.

La documentazione delle sue esplorazioni è assai limitata, escludendo quanto riportato nella relazione finale consegnata all'Amministrazione municipale di Gorizia, tuttavia rimangono riscontri tali da ritenere che numerose cavità vennero esplorate da Comelli.
Particolare rilievo si può dare alla lunga ricerca sulle sorgenti del Merzelk nel tentativo di stabilire un'eventuale correlazione tra questa e le grotte di Gargaro, sovrastanti. Comelli, sulla base delle sue osservazioni sul tempo necessario per verificare un intorpidamento delle acque del Merzelk dopo le precipitazioni e sullo studio di fenomeni alluvionali, escluse una comunicazione tra i due sistemi idrici e giunse ad ipotizzare la presenza di uno spartiacque sotterraneo che portava a smaltire gran parte delle acque meteoriche verso Chiapovano e soltanto in minima parte verso la valle dell'Isonzo, e quindi verso il Merzelk.
Soltanto negli anni novanta ricerche condotte da studiosi sloveni sull'idrologia della zona, dimostratasi peraltro molto complessa, hanno sostanzialmente confermato le intuizioni di Comelli.